# Pholidostachys
Pholidostachys é um género botânico pertencente à família Arecaceae.

## Espécies
- Pholidostachys amazonensis
- Pholidostachys dactyloides
- Pholidostachys kalbreyeri
- Pholidostachys mooreana
- Pholidostachys occidentalis'
- Pholidostachys panamensis
- Pholidostachys pulchra
- Pholidostachys sanluisensis
- Pholidostachys synanthera
- Pholidostachys synanthera
- Pholidostachys synanthera